# Équipe des Fidji des moins de 20 ans de football
Maillots
L'équipe des Fidji des moins de 20 ans est une sélection de joueurs de moins de 20 ans au début des deux années de compétition placée sous la responsabilité de la Fédération des Fidji de football. L'équipe a remporté le Championnat d'Océanie des moins de 19 ans en 2014 et échoué à cinq reprises à la deuxième place.

## Parcours en Coupe d’Océanie
- 1974 : Non inscrit
- 1978 : Deuxième
- 1980 :  Troisième
- 1982 : Premier tour
- 1985 : Premier tour
- 1986 : Premier tour
- 1988 : Quatrième
- 1990 : Premier tour
- 1992 : Premier tour
- 1994 : Premier tour
- 1997 : Premier tour
- 1998 :  Finaliste
- 2001 : Premier tour
- 2002 :  Finaliste
- 2005 : Quatrième
- 2007 :  Deuxième
- 2008 : Premier tour
- 2011 : Quatrième
- 2013 :  Finaliste
- 2014 :  Vainqueur
- 2016 : Premier tour
- 2018 : Premier tour
- 2020 :Annulé
Pandémie de Covid-19
- 2022 :   Finaliste

## Parcours en Coupe du monde
- 1977 : Non qualifié
- 1979 : Non qualifié
- 1981 : Non qualifié
- 1983 : Non qualifié
- 1985 : Non qualifié
- 1987 : Non qualifié
- 1989 : Non qualifié
- 1991 : Non qualifié
- 1993 : Non qualifié
- 1995 : Non qualifié
- 1997 : Non qualifié
- 1999 : Non qualifié
- 2001 : Non qualifié
- 2003 : Non qualifié
- 2005 : Non qualifié
- 2007 : Non qualifié
- 2009 : Non qualifié
- 2011 : Non qualifié
- 2013 : Non qualifié
- 2015 : Premier tour
- 2017 : Non qualifié
- 2019 : Non qualifié
- 2021 : Annulée Pandémie de Covid-19
- 2023 : Premier tour
- 2025 : Non qualifié